# Fu Hao
Fu Hao (cinese: 婦好, pinyin Fù Hǎo; fl. XIII secolo a.C.) è stata una generale e principessa cinese.

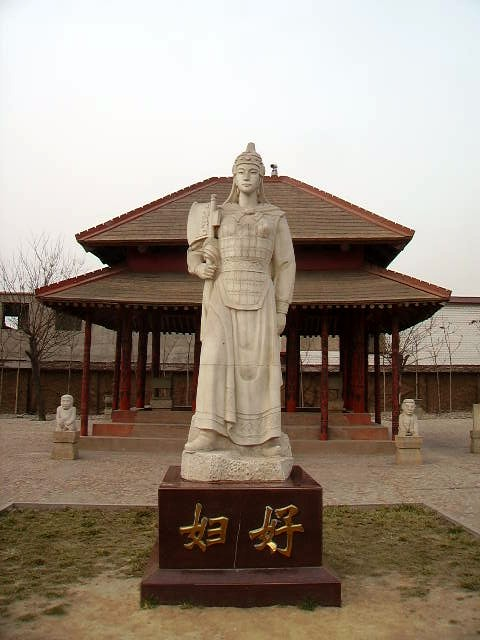
Statua di Fu Hao a Yinxu.

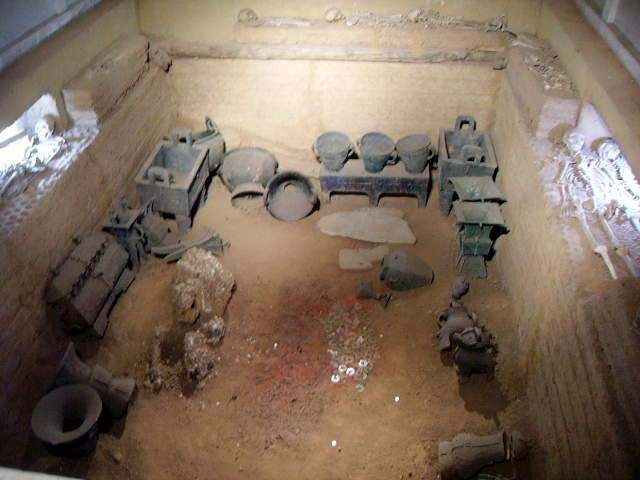
Tomba di Fu Hao a Yin Xu.

Fu una delle mogli del re Wu Ding della dinastia Shang. Si pensa sia vissuta tra il 1250 ed il 1200 a.C. Ricevette come nome postumo Mu Xin (母辛)(Madre Xin). Scalò rapidamente le gerarchia sociali e divenne Sacerdotessa e, caso assolutamente eccezionale per l'epoca, generale in capo dell'esercito. Fu lei a guidare le truppe Shang alla vittoria nella campagna contro le tribù Yi, Qiang e Ba. Condusse anche la guerra vittoriosa contro i Tufang che sconfisse definitivamente in una sola battaglia.
Morì prima del marito che le fece erigere una tomba magnifica, con numerosi sacrifici (probabilmente anche umani) per accompagnarne lo spirito nell'aldilà. Secondo la tradizione, Fu Hao morì a soli 33 anni di età.

## Tomba
La tomba di Fu Hao, scoperta nel 1976 nel cimitero di Xibeigang a Yin Xu, nei dintorni della città di Anyang, rimane, fino ad oggi,  l'unica tomba reale del periodo Shang ritrovata intatta. La sua tipologia è completamente diverso da quelli di altre tombe reali. Ha un ricco arredo di alta qualità.

### Tipologia della tomba
La particolarità della tomba risiede nell'assenza di rampe d'accesso. Si compone di una fossa rettangolare rivestita in legno, di 4 x 5 m e 7,5 m di profondità, ricoperta da un tumulo. Sotto la bara della regina vi è un secondo pozzo dove giacciono sei cani sacrificati. Si notano tracce di alcune bare in legno laccato, oggi ormai scomparse - erano destinate a servi ed ancelle della regina, di cui si sono ritrovati i sedici scheletri.

### Corredi funerari

Tripode in bronzo in forma di gufo, dalla tomba di Fu Hao.

I corredi funerari sono di qualità eccezionale, con circa 468 bronzi per un totale di 1,6 tonnellate di metallo; tracce di tessuto indicano che erano completamenti rivestiti di stoffe pregiate. 
Un insieme di 755 giade, tre coppe d'avorio, di cui due incrostate di turchesi, quasi 500 spille per capelli in osso o giada, una ventina di punte di freccia d'osso, undici vasi di ceramica contenenti 6900 conchiglie di ciprea, le monete dell'epoca.
Si nota, che la maggior parte dei bronzi di questa tomba, riportano l'iscrizione del nome postumo della regina. Tra gli oggetti più importanti, un vaso di bronzo "Fang Ding" e un tripode zoomorfo "Zun" a forma di gufo.